# Lightning Strikes Twice
Pour plus de détails, voir Fiche technique et Distribution.
Lightning Strikes Twice est un film américain réalisé par King Vidor, sorti en 1951.

## Synopsis
Au Texas, Richard Trevelyan est acquitté du meurtre de sa femme Loraine lors d'un second procès car une femme du jury a refusé de le déclarer coupable. Alors qu'elle est dans un bus en route pour se reposer au ranch "Tumble Moon", l'actrice de théâtre Shelley Carnes apprend l'histoire de Trevelyan, de nombreux passagers pensant que ce riche propriétaire de ranch avait acheté sa liberté. Comme le bus s'arrête à 80 miles du ranch, Shelley passe la nuit dans un hôtel tenu par J. D. et Myra Nolan. Myra propose à Shelley d'utiliser sa propre voiture, mais une tempête éclate en chemin et elle se perd. En cherchant à se réfugier, elle se dirige vers une maison où elle rencontre Trevelyan. Le lendemain, elle arriva au ranch, tenu par Liza McStringer et son jeune frère surnommé "String". Alors que le ranch est fermé, Liza lui demande néanmoins de rester et lui apprend qu'elle est la jurée responsable de l'acquittement.
Plus tard, comme elle refuse de le croire coupable, Shelley lui propose de l'aider à attraper le vrai coupable. Elle va apprendre par des voisins le vrai caractère de Loraine et finalement recevoir la confession de Liza.

## Fiche technique
- Titre original : Lightning Strikes Twice
- Réalisation : King Vidor
- Scénario : Lenore J. Coffee (en), d'après le roman A Man without Friends de Margaret Echard
- Direction artistique : Douglas Bacon
- Costumes : Leah Rhodes
- Décors : William Wallace
- Photographie : Sid Hickox
- Son : Charles Lang
- Montage : Thomas Reilly
- Musique : Max Steiner
- Production : Henry Blanke
- Société de production : Warner Bros.
- Société de distribution : Warner Bros.
- Pays d’origine :  États-Unis
- Langue originale : anglais
- Format : Noir et blanc - 35 mm - 1,37:1 - Son Mono (RCA Sound System)
- Genre : Drame
- Durée : 91 minutes
- Dates de sortie :
  - États-Unis : 12 avril 1951

## Distribution
- Ruth Roman : Shelley Carnes
- Richard Todd : Richard Trevelyan
- Mercedes McCambridge : Liza McStringer
- Zachary Scott : Harvey Turner
- Frank Conroy : J. D. Nolan
- Kathryn Givney : Myra Nolan
- Rhys Williams : le père Paul
- Darryl Hickman : String
- Nacho Galindo : Pedro
- Franklin Parker (en) : Gardien
- Gordon Nelson : Gardien-chef
- Leo Cleary : Rédacteur
- Ed Hearn : Hank
- Ned Glass : Rancher
- Sumner Getchell (en) : Rancher
- Ralph Byrd : Vendeur
- Byron Foulger : Hummel, réceptionniste de l'hôtel
- Irene Calvillo : Raquel
- Marya Marco : Josepha
- Frank Cady : Garagiste
- Marjorie Bennett : Commère
- Helen Winston : Commère
- Eileen Coghlan : Commère
- Nina Perry : Conchita
- Henry Sharpe : Juge de paix
- Joaquin Garay : Johnny Lopez
- John Pickard : Trooper

## Autour du film
Selon des sources modernes, les scènes au ranch de Trevelyan ont été tournées dans le propre ranch de King Vidor à Paso Robles (Californie).